# Wiaczesław Wiedienin
Wiaczesław Pietrowicz Wiedienin (ros. Вячеслав Петрович Веденин, ur. 1 października 1941 w Słobodzie, zm. 22 października 2021 w Moskwie) – rosyjski biegacz narciarski reprezentujący Związek Radziecki, czterokrotny medalista olimpijski oraz trzykrotny medalista mistrzostw świata.

## Kariera
Był jednym z najwybitniejszych biegaczy przełomu lat 60. i 70. Specjalizował się w długich dystansach. Igrzyska w Grenoble w 1968 były jego olimpijskim debiutem. Zajął tam drugie miejsce na dystansie 50 km, przegrywając jedynie z Norwegiem Ole Ellefsæterem. Wraz z kolegami z reprezentacji zajął także 4. miejsce w sztafecie 4 × 10 km. Cztery lata później, podczas igrzysk olimpijskich w Sapporo odniósł największe sukcesy. Wraz z Jurijem Skobowem, Władimirem Woronkowem i Fiodorem Simaszowem zdobył złoty medal w sztafecie 4 × 10 km. Triumfował także na dystansie 30 km stylem klasycznym, a w biegu na 50 km wywalczył brązowy medal ulegając jedynie Norwegom: Pålowi Tyldumowi i Magne Myrmo.
W 1966 wystartował na mistrzostwach świata w Oslo, gdzie zajął 5. miejsce w sztafecie, 8. miejsce w biegu na 15 km oraz 6 w biegu na 50 km. Cztery lata później, na mistrzostwach świata w Vysokich Tatrach, wspólnie z Walerijem Tarakanowem, Władimirem Woronkowem i Fiodorem Simaszowem wywalczył złoty medal w sztafecie. Na tych samym mistrzostwach zwyciężył w biegu na 30 km, a na dystansie 50 km był drugi, wyprzedził go jedynie Kalevi Oikarainen z Finlandii. Na kolejnych mistrzostwach świata już nie startował.
Trzynaście razy zdobywał tytuł mistrza Związku Radzieckiego, zwyciężając na dystansie 15 km (1969), 50 km (1967-69, 1972), 70 km (1969, 1970) oraz w sztafecie  (1966, 1968-70, 1972, 1973).
Został odznaczony m.in. Orderem Lenina (1972) i Orderem Czerwonego Sztandaru Pracy (1970).

## Osiągnięcia

### Igrzyska olimpijskie
| Miejsce | Dzień     | Rok  | Miejscowość | Konkurencja             | Czas biegu | Strata  | Zwycięzca      |
| ------- | --------- | ---- | ----------- | ----------------------- | ---------- | ------- | -------------- |
| 14.     | 7 lutego  | 1968 | Grenoble    | 30 km stylem klasycznym | 1:35:39,2  | +2:56,9 | Franco Nones   |
| 4.      | 14 lutego | 1968 | Grenoble    | Sztafeta 4 × 10 km      | 2:08:33,5  | +2:23,7 | Norwegia       |
| 2.      | 17 lutego | 1968 | Grenoble    | 50 km stylem klasycznym | 2:28:45,8  | +16,7   | Ole Ellefsæter |
| 1.      | 4 lutego  | 1972 | Sapporo     | 30 km stylem klasycznym | 1:36:31,15 | -       | -              |
| 1.      | 13 lutego | 1972 | Sapporo     | Sztafeta 4 × 10 km      | 2:04:47,94 | -       | -              |
| 3.      | 10 lutego | 1972 | Sapporo     | 50 km stylem klasycznym | 2:43:14,75 | +45,44  | Pål Tyldum     |

### Mistrzostwa świata
| Miejsce | Dzień     | Rok  | Miejscowość   | Konkurencja             | Czas biegu | Strata  | Zwycięzca         |
| ------- | --------- | ---- | ------------- | ----------------------- | ---------- | ------- | ----------------- |
| 8.      | 20 lutego | 1966 | Oslo          | 15 km stylem klasycznym | 47:56,2    | +55,0   | Gjermund Eggen    |
| 5.      | 23 lutego | 1966 | Oslo          | Sztafeta 4 × 10 km      | 2:14:27,9  | +4:39,  | Norwegia          |
| 6.      | 26 lutego | 1966 | Oslo          | 50 km stylem klasycznym | 3:03:04,7  | +2:38,6 | Gjermund Eggen    |
| 1.      | 15 lutego | 1970 | Wysokie Tatry | 30 km stylem klasycznym | 1:39:48,01 | -       | -                 |
| 1.      | 19 lutego | 1970 | Wysokie Tatry | Sztafeta 4 × 10 km      | 2:06:36,47 | -       | -                 |
| 2.      | 22 lutego | 1970 | Wysokie Tatry | 50 km stylem klasycznym | 2:49:34,70 | +30,12  | Kalevi Oikarainen |